# نصف محيط

في أي مثلث المسافة على المحيط بين رأس في المثلث ونقطة على الضلع المقابل لهذا الرأس التي تمس فيها دائرة خارجية المثلث تساوي نصف محيط المثلث.

في الهندسة الرياضية، نصف محيط مضلع ما هو نصف طول محيطه.

## وصلات خارجية
- إيريك ويستاين، المحيط.html Semiperimeter، ماثوورلد Mathworld (باللغة الإنكليزية).